# Festuca jansenii
Festuca jansenii là một loài thực vật có hoa trong họ Hòa thảo. Loài này được Markgr.-Dann. ex P.Royen mô tả khoa học đầu tiên năm 1979.